# Betscheuma gruberi
Betscheuma gruberi är en mångfotingart som beskrevs av Jean-Paul Mauriès 1997. Betscheuma gruberi ingår i släktet Betscheuma och familjen Pygmaeosomatidae. Inga underarter finns listade i Catalogue of Life.